# Pseudogarnia
Pseudogarnia är ett släkte av skalbaggar. Pseudogarnia ingår i familjen vivlar.
Kladogram enligt Catalogue of Life:
| Pseudogarnia | \| \| Pseudogarnia obesula \| \| \| \| \| \| Pseudogarnia obesulus \| \| \| \| |
|              | \| \| Pseudogarnia obesula \| \| \| \| \| \| Pseudogarnia obesulus \| \| \| \| |
|              | Pseudogarnia obesula                                                           |
|              |                                                                                |
|              | Pseudogarnia obesulus                                                          |
|              |                                                                                |